# أنتونيوس نيكوبوليديس
أنتونيوس نيكوبوليديس (باليونانية: Αντώνης Νικοπολίδης)‏، من مواليد 14 أكتوبر 1971م في أرتا في اليونان، لاعب كرة قدم يوناني.
يلعب مع نادي أولمبياكوس منذ عام 2004.
بدأ باللعب مع منتخب اليونان لكرة القدم في عام 1997.

## مسيرته الكروية
لعب أنتونيوس نيكوبوليديس خلال مسيرته الاحترافية مع 3 أندية في أربعة وعشرون موسمًا ولم يسجل خلالها أي هدف ضمن 415 مباراة. حيث فاز في تسعة مواسم بالكأس وفي أحد عشر موسمًا بالدوري.
خاض أنتونيوس نيكوبوليديس مسيرته مع نادي أناغينيسي أرتاس في موسم 1987–88 ولمدة موسمين، مشاركًا في 49 مباراة ولم يسجل أي هدف. ثم انتقل إلى نادي باناثينايكوس في موسم 1989–90 ليلعب معه خمسة عشر موسمًا، حيث شارك في 189 مباراة ولم يسجل أي هدف أيضًا. لينتقل بعدها إلى نادي أولمبياكوس في موسم 2004–05 ليلعب معه سبعة مواسم، مشاركًا في 177 مباراة ولم يسجل أي هدف أيضًا.

## روابط خارجية
- أنتونيوس نيكوبوليديس على موقع الاتحاد الدولي (مؤرشف)  (الإنجليزية)
- أنتونيوس نيكوبوليديس على موقع الاتحاد الأوربي (الإنجليزية)
- أنتونيوس نيكوبوليديس على موقع قاعدة بيانات كرة القدم.إي يو (الإنجليزية)
- أنتونيوس نيكوبوليديس على موقع ليكيب (الفرنسية)
- أنتونيوس نيكوبوليديس على موقع ناشيونال فوتبول تيمز (الإنجليزية)
- أنتونيوس نيكوبوليديس على موقع Soccerway.com (الإنجليزية)
- أنتونيوس نيكوبوليديس على موقع كووورة